# Michael Sandner (Tontechniker)
Michael Sandner (* in Südafrika) ist ein deutscher Tonmeister und Hochschullehrer.

## Leben und Wirken
Sandner begann nach dem Abitur ein Studium der Informatik an der Technischen Universität Berlin und wechselte 1978 zum Tonmeisterstudium an die Hochschule der Künste Berlin. Ab 1984 arbeitete er als freier, ab 1986 als festangestellter Tonmeister beim Süddeutschen bzw. (ab 1998) beim Südwestrundfunk. 1989 wurde er als Schrittmacher der Digitaltechnik mit dem Kurt-Magnus-Preis ausgezeichnet. 1999 erhielt er für die Aufnahme des Requiems von Antonio Lotti mit dem Balthasar-Neumann-Chor und -Ensemble unter Leitung von Thomas Hengelbrock den Preis des Verbandes Deutscher Tontechniker (VDT) Goldener Bobby. Seit 2001 hat er eine Professur für Musikübertragung E-Musik an der Hochschule für Musik Detmold inne. Zahlreiche Aufnahmen unter seiner Mitwirkung als Tonmeister sind auch auf CD erschienen.

## Hörspiele
- 1999: E. T. A. Hoffmann: Nußknacker und Marie (Technische Realisierung) – Komposition: Pjotr Iljitsch Tschaikowski; Regie: Hartmut Kirste (Hörspielbearbeitung, Kinderhörspiel – SWR)